# Heracleum ponticum
Heracleum ponticum är en flockblommig växtart som först beskrevs av Vladimir Ippolitovich Lipsky, och fick sitt nu gällande namn av Boris Konstantinovich Schischkin och Aleksandr Alfonsovitj Grossgejm. Heracleum ponticum ingår i släktet lokor, och familjen flockblommiga växter. Inga underarter finns listade i Catalogue of Life.